# Fernand Deligny
Fernand Deligny, nascido em 7 novembre de 1913 em Bergues (Nord) e falecido em 18 de setembro de 1996 em Monoblet (Gard), foi um educador francês, entre as maiores referências na educação especial. Opunha-se ao cuidado asilar de crianças "difíceis" ou "delinquentes" e de crianças autistas. Sua experiência com essa crianças gerou lugares alternativos de educação especial à imagem dos "lugares de vida". Todavia, após os anos 1980, Fernand Deligny recusou associar-se à proliferação de tais lugares, que se modelavam a partir da tutela.
Apesar de ser conhecido na França como "pedagogo", Deligny preferia designar-se como "poeta e etólogo". Seu trabalho com as "crianças à parte", como ele as chamava, era marcado pela busca por um fora da linguagem (verbal e/ou representativa), uma quebra de paradigmas na arte do viver junto, viver com esses aí.

## Biografia
Fernand Deligny nasceu de Camile Deligny e Louise Laqueux. Depois da morte de seu pai durante a Primeira Guerra Mundial, Fernand Deligny morou em Bergerac e posteriormente próximo a Lille. Após seus estudos secundários e um bacharelado em Filosofia, entrou nas aulas preparatórias (khâgne), abandonando-as no segundo ano e passando aos cursos universitários de Psicologia e Filosofia.
Em 1934, descobriu o asilo de Armentières.
Em 1936, Deligny serviu ao exército e tornou-se professor em Paris.
Em 1938, desposou Jo Saleil, filha de professor. Sendo, logo em seguida, nomeado professor especial no hospital psiquiátrico de Armentières.
Ulteriormente ao período de serviço militar, ele constatou, durante o êxodo de maio/junho de 1940, que alguns daqueles que eram chamados de “doentes mentais”, não apenas haviam deixado os hospitais e não tinham mais acompanhamento psiquiátrico, como haviam perfeitamente sobrevivido à guerra e em sociedade. Com isto, sua visão crítica em relação às instituições reforçou-se.
Em 1943, torna-se conselheiro técnico da ARSEAA (Associação Regional para o Cuidado da Criança, Adolescente e Adulto). Participou da abertura de uma sede de combate à delinquência em Lille.
Em 1946, foi nomeado delegado do departamento de “Trabalho e Cultura”.
Em 1948, foi nomeado, graças a Henri Wallon, para um cargo no laboratório de psicobiologia de crianças em Paris, onde tiveram lugares as reuniões de criação de La Grande Cordée, organização experimental de cura livre para adolescentes, sendo este centro presidido por Henri Wallon e controlado por Louis Le Guillant, que fazia o acompanhamento médico-psicológico das crianças.